# Ніч Гая Фокса

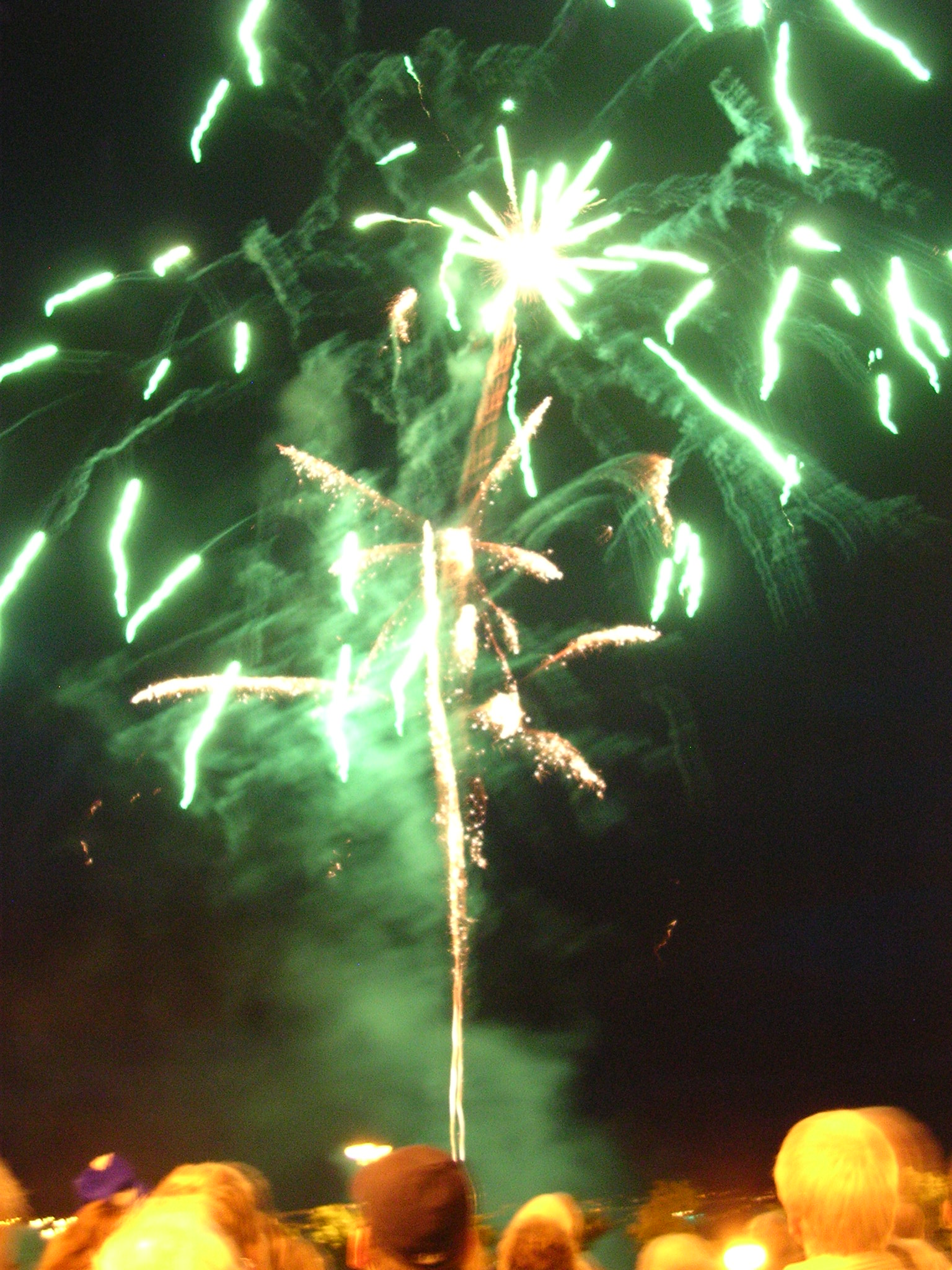
Феєрверк у ніч Гая Фокса

Ніч Ґая Фокса (англ. Guy Fawkes' Night), також відома як (англ. Bonfire Night) і Ніч феєрверків (англ. Fireworks Night) — традиційне для Великої Британії щорічне святкування (але не державне свято) увечері 5 листопада.

## Історичний контекст
У цю ніч, п'яту після Гелловіна, відзначається провал Порохової змови, коли група католиків-змовників спробувала підірвати Парламент Великої Британії в Лондоні. Замах планувався на ніч на 5 листопада 1605 року, на час тронної промови протестантського короля Якова I, коли, крім нього, у будівлі Палати лордів мали б бути присутніми члени обох палат парламенту і верховні представники судової влади країни.
Ґай Фокс намагався підпалити бочки з порохом у підвалі Вестмінстерського палацу. Один зі співучасників попередив королівського лорда Вільяма Паркера, 4-го барона Монтіґла, про вибух, що планувався, і сказав лордові, щоб той не приходив наступного дня до палацу. Лорд вирішив врятувати не тільки своє, але й королівське життя. Він попередив короля, а на наступний день Ґая було заарештовано й відвезено до Тауера.

## Традиції

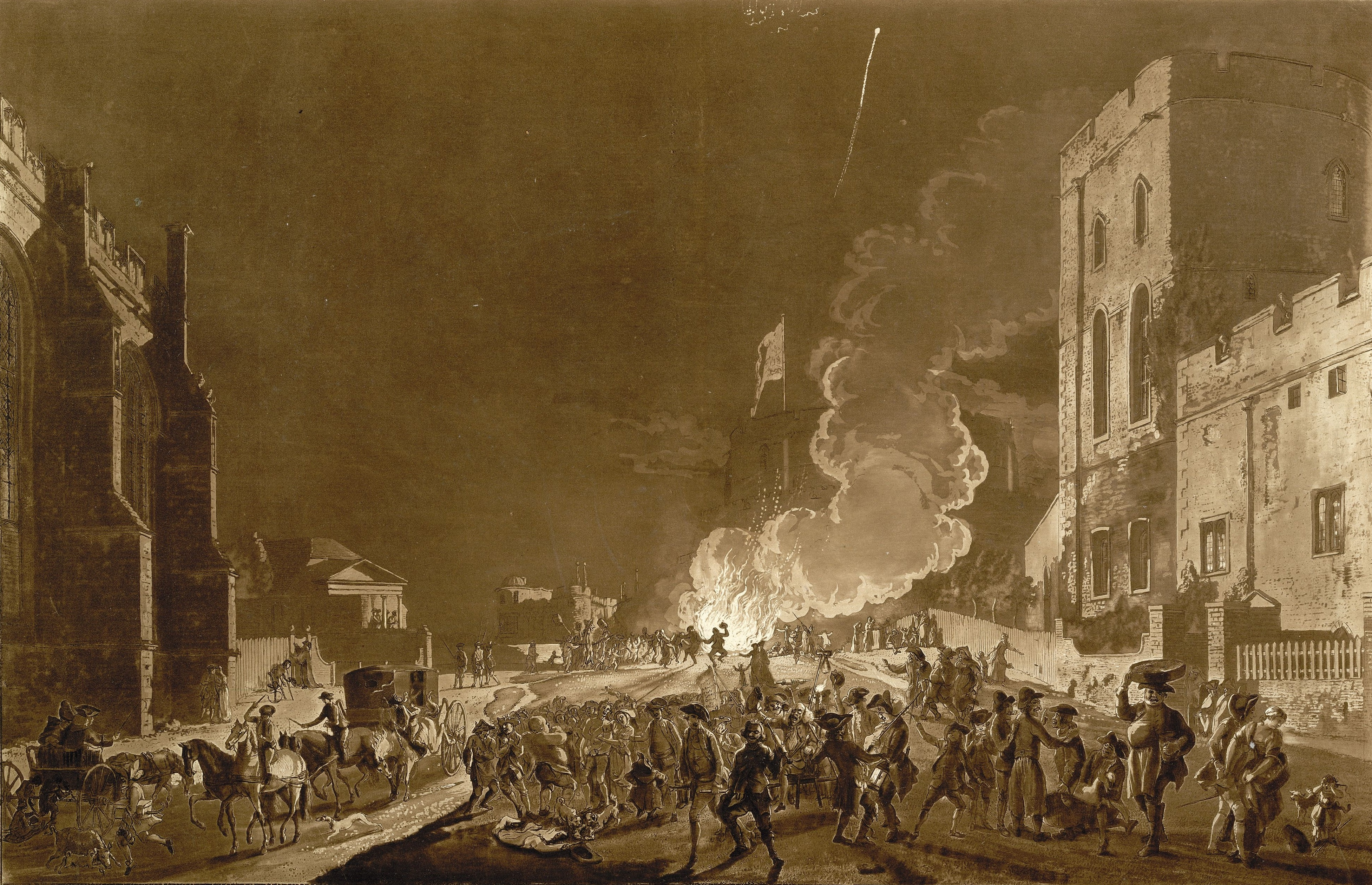
Ніч феєрверків біля стін Віндзорського замку, 1776 рік

У Великій Британії в ніч Ґая Фокса запалюють феєрверки і багаття, на яких спалюють опудало Ґая Фокса. А напередодні діти випрошують монетки «для прекрасного хлопця Ґая», щоб накупити петард.
Окрім Британії, день Ґая Фокса відзначається і в деяких її колишніх колоніях — у Новій Зеландії, Південній Африці, провінції Ньюфаундленд і Лабрадор (Канада), частині Британських Карибських островів й Австралії.
З ніччю Ґая Фокса пов'язаний сюжет коміксу «V — значить вендета», а також його екранізації.
Ніч Ґая Фокса згадується в англійському телесеріалі «Шерлок» (1 серія 3-го сезону).